# Personatge no jugador
Un personatge no jugador o personatge no jugable o PNJ és un personatge controlat pel director de joc (game master) en el curs d'una partida de rol o per una intel·ligència artificial (IA) perquè es comportin d'una manera determinada dins d'un videojoc. Aquests avatars poden desenvolupar una personalitat i uns objectius a assolir per tal d'enriquir l'argument del joc. El concepte oposat a aquests perfils són els personatges representats per una persona o PJ (personatge jugador).

## Jocs de rol de taula tradicionals
En un joc de rol tradicional com, per exemple, Dungeons & Dragons, els PNJ estan controlats pel director de joc. Els personatges no jugadors no habiten el món de ficció del joc i poden exercir qualsevol paper no ocupat per una persona. Els personatges no jugadors poden ser aliats, transeünts o rivals per als PJ. La importància entre uns PNJ varia a grans mesures. Pot anar des del guia amb el qual el jugador només es troba un cop, fins a l'enemic que apareix constantment.
Tots els habitants del món del joc excepte els PJ són PNJ, si més no el master no sol donar gaires detalls sobre ells. Els més secundaris es poden inventar en el mateix moment del joc quan són necessaris i, de fet, saber executar aquesta tasca bé, és coneguda com una de les característiques d'un bon master. Existeix un debat al voltant de la quantitat de treball que hauria de desenvolupar un PNJ principal; alguns jugadors prefereixen que cada PNJ estigui completament definit amb les seves estadístiques, habilitats i equipament, mentre que altres defineixen solament el que és immediatament necessari en aquell moment i van afegint noves dades a mesura que avança el joc.

## Videojocs de rol
La terminologia, personatge no jugador també es pot fer servir a l'àmbit dels videojocs de rol per descriure identitats que no estan sota el control directe del jugador, tot i que en aquest context és més habitual la forma «personatge no jugable». Gairebé sempre, el terme PNJ es refereix a aliats o personatges amb una actitud neutral cap al jugador. Per altra banda, els personatges hostils se'ls classifica com enemics o monstres en els jocs de rol de taula, i pel que fa als jocs per ordinador el comú és utilitzar els anglicismes mob o creep.
El comportament dels PNJ en els jocs d'ordinador es troba en general prescrit i és automàtic, activat per accions o diàlegs amb els personatges del jugador. En determinats jocs multijugador, el jugador que actua com a director pot controlar tant als PJ com als PNJ, controlant les seves accions per fer avançar la història. Altres jocs més complicats permeten al jugador personalitzar el comportament del PNJ, modificant la seva programació predeterminada o creant una completament des de zero.
En alguns jocs en línia, com els MMORPG, els PNJ poden estar controlats pels mateixos empleats de la companyia del joc. Aquests no jugadors solen distingir-se dels PJ pel seu aspecte o altra designació visual, i sovint cooperen amb nous jugadors. En altres casos, aquests PNJ vius són actors virtuals, que dirigeixen un personatge freqüent necessari per a desenvolupar la història (com a Mysr Online: Uru Live).
En els primers i menys avançats RPG (jocs del rol), els PNJ només tenien un monòleg. El codi del joc dirigeix l'aparició d'un quadre de diàleg, text flotant, seqüència de vídeo, o altres mitjans de visualització del discurs o reacció del PNJ per al jugador. Els discursos del PNJ d'aquest tipus són sovint dissenyats per mostrar una impressió instantània del personatge que parla, amb vinyetes, però també pot avançar en la història o ajudar a l'avenç del món del PJ. Similar a aquesta darrera trobem la forma més comuna de la narració coneguda com: diàleg no ramificat. En aquest cas, la manera de mostrar el discurs del PNJ és la mateixa, però el personatge jugador ha de contestar o iniciar el discurs amb el PNJ. A més de les finalitats enumerades, això permet el desenvolupament del personatge del jugador.
RPG més avançats es caracteritzen pel diàleg interactiu, o el diàleg de ramificació (arbres de diàleg). Un bon exemple són els jocs produïts per Black Isle Studios i White Wolf, cadascun dels seus jocs de rol són d'elecció múltiple. Quan es parla amb un PNJ, al jugador se li presenta una llista d'opcions de diàleg, entre les quals pot escollir.
Ultima és un exemple d'una sèrie de jocs que ha avançat de la no ramificació (Ultima III i anteriors) al diàleg de ramificació (jocs posteriors).

### Tipus de diàleg
Pel que fa a la importància de caracteritzar el PNJ d'un joc de rol, la majoria de jugadors coincideixen que com més "real" sembli el PNJ, millor serà la immersió al joc.
En la interacció verbal del PNJs, existeixen diferents tipus de diàleg:
1. El diàleg del PNJ ha sigut prèviament programat i sempre serà el mateix
2. El diàleg del PNJ ha sigut programat prèviament, però inclou diverses ramificacions. El jugador té l'opció d'escollir entre diferents opcions en la seva conversa amb el PNJ, que determinaran el tipus de resposta que rebrà. Cada elecció pot tenir efecte fins i tot sobre altres situacions durant el transcurs del joc. Les veritables converses amb el PNJ són generalment molt complexes, però se solen repetir cada cop que s'intenta parlar amb el personatge una altra vegada.
3. Fent ús de la tecnologia de comprensió de llenguatges naturals i la generació de llenguatges naturals,[2] els diàlegs són generats dinàmicament durant el joc en comptes de ser redactats en el procés de desenvolupament. Aquest enfocament més recent utilitza representacions semàntiques emmagatzemades a la base de dades del PNJ per convertir-les després en text de llenguatge natural. Gràcies a aquest sistema, és possible aconseguir jocs més oberts on els personatges donen la sensació de pensar per si sols, i al mateix temps, el creador evita haver d'especificar prèviament les reaccions dels PNJs.[3]

## Jugabilitat
En alguns jocs i certes circumstàncies, un jugador que no té el seu propi personatge de jugador pot agafar el control d'un PNJ temporalment. Les raons per a això, poden ser vàries, però normalment és pel fet que el jugador no ha sigut capaç de mantenir el seu PJ dins del grup o que no pot actuar durant alguns torns (per exemple, perquè el seu personatge està lesionat o en un altre lloc). En altres ocasions un jugador podria tenir un personatge no jugador dependent (PNJD), controlat pel master, però del qual el jugador és en cert grau responsable.
A pesar que els PNJ estan dissenyats i normalment controlats pel master, quan el control passa a algun jugador, aquest adquireix una perspectiva diferent de l'argument del joc. Alguns sistemes, tals com Nobilis ho promouen amb les seves normes.

### Tipus de PNJ
Com que existeixen PNJs en tota la generació de videojocs, existeix un ampli repertori de tipus de PNJ els quals tenen funcions, capacitats, diàlegs i objectes molt diversos. Els PNJ poden ser, amistosos per al jugador i ajudar-lo en el seu trajecte, o negatius per a aquest, i funcionar com un obstacle a superar. També poden ser neutrals, i ser, per tant, positius com negatius depenent del tipus de recorregut que realitzi el jugador. Els principals tipus de PNJ són:
- Informatius: Són un tipus de personatge no jugador dedicat únicament a proporcionar informació als jugadors. Aquesta informació pot estar relacionada amb alguna missió o objectiu actual del jugador, com la ubicació d'un objecte o lloc específic, o pot ser només informació sense importància real, com dades en relació amb la història del món.
- PNJ amistosos o de suport: Són personatge no jugables que tenen la funció principal d'ajudar al jugador: Aquests, generalment ajuden de forma directa al personatge, proporcionant-li elements útils per a la seva aventura, informació crucial per la trama, o ajudant-lo en la resolució de conflictes.
- PNJ hostils o enemics: Són personatges no jugadors que tenen la funció principal de danyar al jugador. Els PNJ enemics en general ataquen o danyen de manera directa al personatge del jugador, ja sigui atacant-lo, col·locant obstacles al seu progrés, o traient-li elements útils.
- PNJ influenciables o susceptibles: Són personatges no jugables que depenen de les accions del jugador. Poden convertir-se en amistosos, o en enemics i aquests solen tenir un nivell de reputació o amistat amb el jugador, el qual si és molt baix, els converteix en enemics i si és molt alt, els tronarà amics. Aquests PNJ poder tenir alternativament una funció important en la resolució de la història alterant el final de manera postica o negativa.
- PNJ intel·ligents o d'altes capacitats: Aquests personatges o jugables posseeixen una programació altament sofisticada, de manera que prenen decisions pròpies molt difícils de predir, fregant un comportament humà. Els PNJs intel·ligents, solen tenir una importància notable en el videojoc, sent un enemic principal, o un aliat crucial, i generalment tenen una participació que abasta la majoria de la història.
- PNJ sense ús o irrellevants: Són personatges no jugables que no tenen cap funció destacada en el transcurs del videojoc. Depenent del tipus de videojoc aquests poden arribar a ser la gran majoria de PNJs, tot i que sí que poden tenir diàlegs, però aquests són tan poc rellevants o irrellevants pel jugador que escoltar-los no afecta la resolució de la trama del joc. Alternativament, existeixen PNJs que són irrellevants en un videojoc, però posteriorment adquireixen un paper més important. Normalment, es dona aquest cas en els videojocs amb expansions o continguts descarregables, ja que en aquest tipus de jocs, per les expansions se sol fer servir personatges ja vists però no utilitzats.
- PNJ decoratius: Són personatges no jugables amb els quals és impossible interactuar, i que només existeixen en el videojoc per donar l'aparença d'un lloc poblat o concorregut. La principal diferencia amb els PNJ irrellevants, és que els PNJs decoratius són generats automàticament i la seva programació és completament aleatòria. Aquests solen aparèixer en els videojocs amb poques capacitats, o en aquells amb dimensions del món molt grans.

## Mem
A l'Internet, el PNJ, sovint anomenat també NPC (de l'anglès non-playable character), s'utilitza sovint a manera d'insult per suggerir que algunes persones no poden formar pensaments o opinions pròpies: Aquestes persones es mostren com a seguidors de les masses dins la societat i se'ls sol caracteritzar per ser similars al PNJ Wojak, que és un mem d'internet inexpressiu i de cara grisa.